# Костенко, Алексей Игоревич
Алексе́й И́горевич Косте́нко (род. 1984) — российский футболист, полузащитник.

## Карьера

### Клубная
Профессиональную карьеру начал в латвийском клубе «Динабург», за который выступал в 2002—2007 годах в латвийской Высшей лиге. Первую половину сезона-2005 провёл на правах аренды в липецком «Металлурге». 11 ноября 2007 года в составе клуба «Спартак-Нальчик» провёл единственный матч в российской Премьер-лиге против «Томи» (1:0). В 2008 году защищал цвета ростовского СКА. В 2009 году также был арендован «Астраханью». В том же году подписал полноценный контракт с «Тюменью», в которой завершил карьеру. 

### В сборной
В 2004 году выступал за молодёжную сборную России, сыграв 4 матча.